# Maelbeek
Die Maelbeek, niederländisch Maalbeek, ist ein kleiner Fluss, der durch Brüssel (Ixelles/Elsene, Etterbeek, St-Josse und Schaerbeek) fließt. Es ist ein Nebenfluss der Senne und ein indirekter Zufluss der Schelde.